# Pretrž
Pretrž je naselje v Občini Moravče.